# Chelidura
Genre
Synonymes
- Borelliola Semenov, 1908[2]
- Burriola Semenov, 1908[2]
- Chelidoura Audinet-Serville, 1831[2]
- Chelidurella Verhoef, 1902[2]
- Maraniola Harz & Kaltenbach, 1976[2]
- Mesochelidura Verhoeff, 1902[2]

Chelidura est un genre de dermaptères de la famille des Forficulidae.

## Liste des espèces
Selon  Species File (5 octobre 2019) :
- Chelidura acanthopygia (Géné, 1832)
- Chelidura apfelbecki Werner, 1907
- Chelidura aptera (Megerle, 1825)
- Chelidura bolivari Dubrony, 1878
- Chelidura carpathica Steinmann & Kis, 1990
- Chelidura chelmosensis (Maran, 1965)
- Chelidura euxina (Semenov, 1907)
- Chelidura mutica Krauss, 1886
- Chelidura nuristanica Steinmann, 1977
- Chelidura occidentalis de Fernandes, 1973
- Chelidura przewalskii (Semenov, 1908)
- Chelidura pyrenaica (Bonelli, 1832)
- Chelidura redux (Semenov, 1908)
- Chelidura russica Steinmann, 1977
- Chelidura semenovi Bey-Bienko, 1934
- Chelidura specifica Steinmann, 1989
- Chelidura thoracica Fischer von Waldheim, 1846
- Chelidura tibetana (Semenov Tian-Shansky & Bey-Bienko, 1935)
- Chelidura transsilvanica Ebner, 1932